# Feliks Feliksovič Jusupov
Feliks Feliksovič Jusupov, principe Jusupov, conte Sumarokov-Ėl'ston (in russo Фéликс Фéликсович Юсýпов?; San Pietroburgo, 23 marzo 1887 – Parigi, 27 settembre 1967), è stato un nobile russo, meglio conosciuto per aver partecipato al complotto che portò alla morte dello starec Grigorij Rasputin, reo di aver influenzato e condizionato la moglie dello zar Nicola II, Aleksandra Fëdorovna Romanova.

## Biografia

### Primi anni

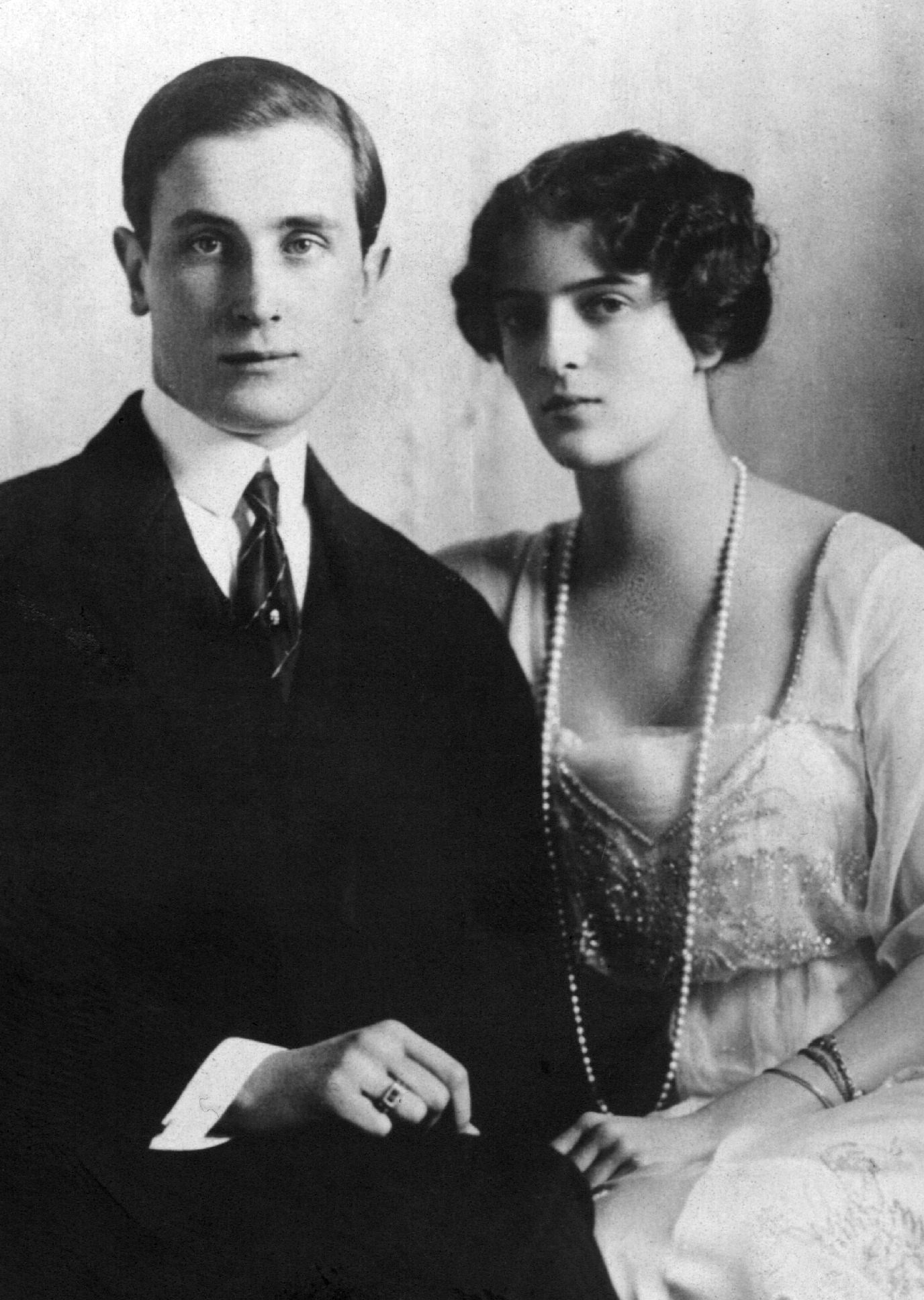
Feliks e Irina nel 1913

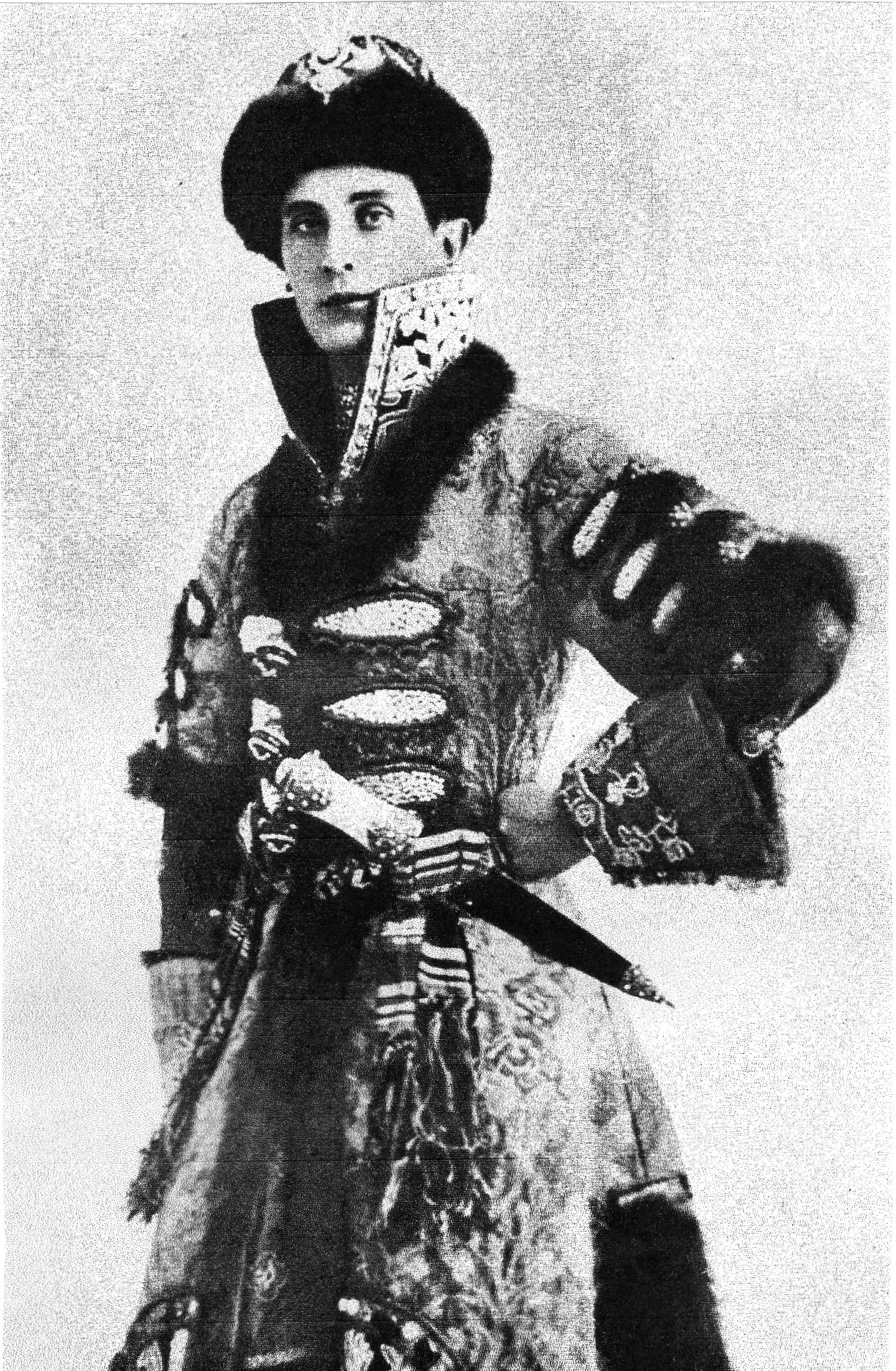
Il principe con il costume di boiardo

Erede della più grande fortuna di Russia, e forse del mondo, Jusupov nacque nell'allora Impero russo. La famiglia della madre, gli Jusupov, discendevano dai Tatari e avevano acquisito nel corso degli anni diversi beni immobiliari in Siberia, traendo notevoli profitti dall'industria mineraria e dal commercio delle pelli. Il padre, il conte Feliks Feliksovič Sumarokov-Ėl'ston, governatore generale di Mosca (1914-1915) e figlio del conte Feliks Nikolaevič Sumarokov-Ėl'ston, in occasione del matrimonio con la principessa Zinaida Nikolaevna Jusupova il 4 aprile 1882, mantenne i cognomi di entrambe le dinastie.
L'immensa fortuna della famiglia permise al figlio, avvenente giovane, di devolvere tempo e denaro a lavori caritatevoli e all'aiuto dei più deboli.
Nella sua autobiografia (trad. italiana Dalla Corte all'esilio) Feliks raccontò di aver passato molto tempo con gli zingari e di aver indossato spesso indumenti femminili. Usciva di notte con il fratello maggiore Nicola e, vestito da donna, partecipava sovente a feste in vari locali di San Pietroburgo, ottenendo lusinghieri consensi, senza essere riconosciuto. Diverse testimonianze lo ritenevano omosessuale e alcune lettere indirizzate alla famiglia facevano chiaro riferimento a una sua relazione con il granduca Dmitrij Pavlovič Romanov, cugino dello zar.
Nel 1908 il fratello maggiore Nicola morì in un duello e il ventenne Feliks ereditò il titolo principesco e l'intero patrimonio della famiglia. Dal 1909 al 1912 studiò all'Università di Oxford in Inghilterra. Si sposò con la principessa Irina Aleksandrovna Romanova, nipote dello zar (figlia della sorella Xenia), il 22 febbraio 1914, nel palazzo Aničkov di San Pietroburgo. Ebbero un'unica figlia che chiamarono Irina, come la madre.

### L'omicidio di Rasputin e la fuga

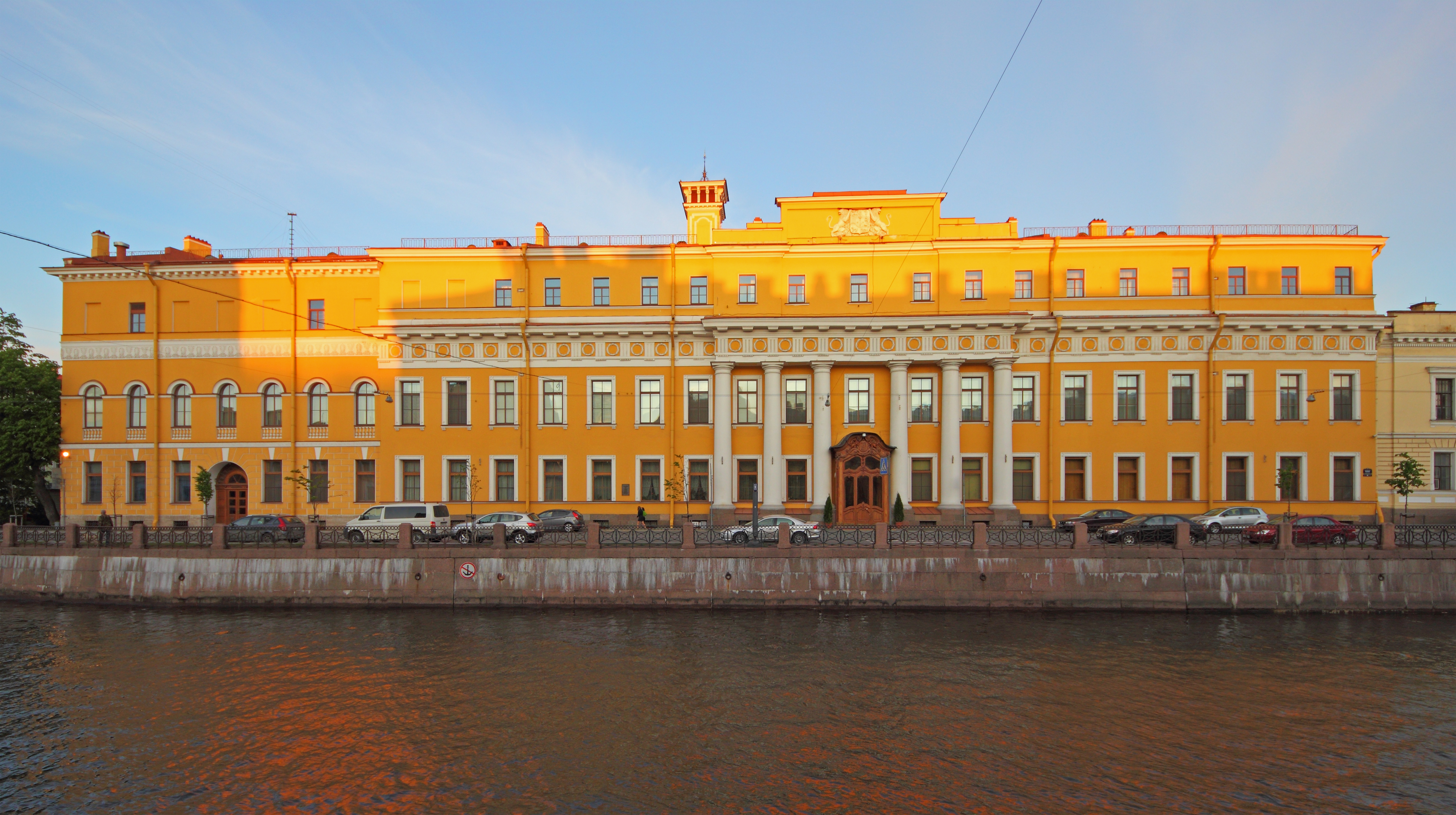
Palazzo Jusupov, San Pietroburgo

L'assassinio di Rasputin, nel tentativo di salvare il vecchio regime, al quale era da sempre fedele e lo rimase fino alla morte, avvenne nella notte tra venerdì 16 e sabato 17 dicembre 1916 (29-30 dicembre per il calendario gregoriano) a San Pietroburgo, nel fastoso palazzo sulla Moika appartenente agli Jusupov. Gli aristocratici congiurati avvelenarono i dolci e il Madera, il vino preferito dal monaco, allestendo nei sotterranei una sala da pranzo improvvisata; visto che il veleno tardava a fare effetto, gli spararono, gettando il corpo nel fiume Neva. Dopo due giorni il cadavere tornò a riva e venne bruciato. 
All'indomani della rivoluzione del 1917, la famiglia Jusupov fu formalmente arrestata nella sua residenza fuori San Pietroburgo. Feliks riuscì a ritornare al palazzo e prendere due dipinti di Rembrandt e vari gioielli (tra cui la famosa perla Pelegrina), prima di fuggire con la moglie e la bambina in Crimea, dove, aiutati dal sovrano britannico Giorgio V, salparono sulla HMS Marlborough, insieme alla zarina madre Maria Feodorovna (sorella della regina vedova d'Inghilterra Alessandra) e alle due figlie, per Jalta e poi Malta. Attraversata l'Italia, raggiunsero Parigi, dove soggiornarono per cinque giorni all'Hôtel Vendôme, per poi raggiungere Londra. Nel 1920 la coppia ritornò a Parigi e risiedette in Rue Gutenberg, a Boulogne-sur-Seine, dove rimase per il resto della sua vita.

### Gli ultimi anni

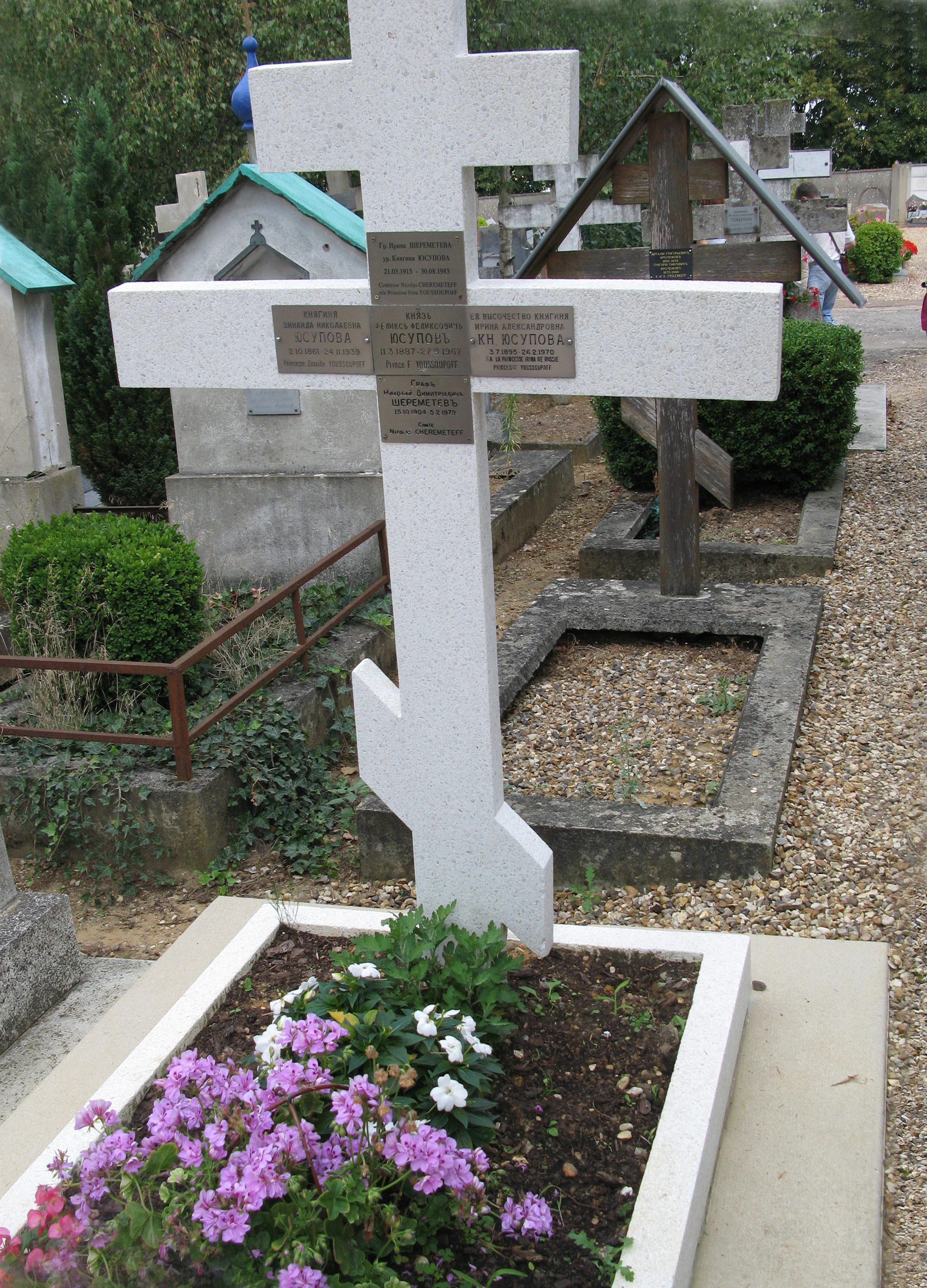
Tomba di Feliks, della madre e della moglie nel cimitero russo ortodosso di Nostra Signora dell'Assunzione

Nel 1932 fecero causa alla Metro-Goldwyn-Mayer per la proiezione del film Rasputin e l'imperatrice, sulla morte di Grigorij Rasputin, e due anni dopo ottennero un risarcimento di 25 000 sterline, somma considerevole ai tempi.
Negli anni cinquanta, quando era a Parigi, Piero Angela aveva letto un suo libro sul caso Rasputin. Il giornalista italiano, che all'epoca intervistava personaggi illustri a casa loro, scoperto che viveva ancora a Parigi, riuscì a rintracciarlo e gli telefonò. Il principe Jusupov fu molto gentile, ma non volle concedergli un'intervista e fu la sola volta che Angela ebbe un rifiuto.
Feliks morì a Parigi nel 1967: fu tumulato con la moglie e la madre al cimitero russo di Nostra Signora dell'Assunzione a Sainte-Geneviève-des-Bois, nell'Essonne.

## Discendenza
La famiglia si estinse nella linea maschile, poiché anche Irina ebbe quattro femmine.
- Principessa Irina Feliksovna Jusupova (San Pietroburgo, 21 marzo 1915 - Cormeilles-en-Parisis, 30 agosto 1983), sposata con il conte Nikolaj Dmitrievič Šeremetev (Mosca, 28 ottobre 1904 - Parigi, 5 febbraio 1979), figlio del conte Dmitrij Sergeevič Šeremetev e la contessa Irina Ilarionovna Voroncova-Dachkova discendente da Boris Petrovič Šeremetev;
  - Contessa Ksenija Dmitrievna Šeremeteva (Roma, 1º marzo 1942), sposa il 20 giugno 1965 ad Atene Ilias Sfiris (20 agosto 1932);
    - Tatiana Sfiris (Atene, 28 agosto 1968), sposata a maggio 1996 con Alexis Giannakoupoulos (1963), divorzia, senza figli; sposa Anthony Vamvakidis;
      - Marilia Vamvakidis (17 luglio 2004);
      - Yasmine Xenia Vamvakidis (7 maggio 2006).